# Slalom printre cretini (album)
Slalom printre cretini este al 9-lea album al trupei Paraziții, lansat la data de 22 noiembrie 2007, la casa de discuri Cat Music. 

Slalom Printre Cretini beneficiază de câteva colaborări: Mărgineanu, Mircea Badea, Raekwon The Chef (membrul Wu Tang Clan) și afiliații Wu Tang Clan, Shabazz The Disciple, Cilvaringz, beatboxer-ul englez Killa Kella și Mc Tripp.

## Ordinea pieselor[3]
| Nr.             | Titlu                                                | Text                         | Lungime |  |
| 1.              | „Mesaj pentru Europa”                                | Cheloo, Ombladon             | 3:05    |  |
| 2.              | „Vreau să vă doară”                                  | Cheloo, Ombladon             | 3:12    |  |
| 3.              | „Dușmăniți-mă toți”                                  | Cheloo, Ombladon             | 3:29    |  |
| 4.              | „Din colțul blocului”                                | Cheloo, Ombladon             | 3:49    |  |
| 5.              | „Slalom printre cretini”                             | Cheloo, Ombladon             | 3:12    |  |
| 6.              | „Cu microfonul deschis” (Feat. Killa Kela, MC Tripp) | MC Tripp, Cheloo și Ombladon | 3:14    |  |
| 7.              | „Mereu la subiect” (Feat. Shabazz the disciple)      | Shabazz, Cheloo și Ombladon  | 3:25    |  |
| 8.              | „La limita penibilului”                              | Cheloo, Ombladon             | 0:55    |  |
| 9.              | „Goana după iluzii”                                  | Cheloo, Ombladon             | 3:42    |  |
| 10.             | „Total dubios” (Feat. Cilvaringz)                    | Cheloo, Ombladon             | 3:13    |  |
| 11.             | „Tu nu contezi”                                      | Cheloo                       | 1:05    |  |
| 12.             | „De ziua ta”                                         | Cheloo, Ombladon             | 4:44    |  |
| 13.             | „Fără resentimente”                                  | Cheloo, Ombladon             | 3:18    |  |
| 14.             | „Something to say” (Feat. Raekwon)                   | Raekwon, Cheloo și Ombladon  | 4:31    |  |
| 15.             | „Concentrați în metropole”                           | Cheloo                       | 2:57    |  |
| 16.             | „Unu pentru toți”                                    | Cheloo, Ombladon             | 3:03    |  |
| 17.             | „Moartea întreabă de tine” (Feat. Mărgineanu)        | Cheloo, Ombladon             | 4:01    |  |
| 18.             | „Needitat”                                           | Cheloo, Ombladon             | 1:02    |  |
| 19.             | „Drogurile schimbă tot”                              | Cheloo, Ombladon             | 3:43    |  |
| 20.             | „Pabibabum”                                          | Cheloo, Ombladon             | 2:42    |  |
| 21.             | „Politicianul Român” (Feat. Mircea Badea)            | Mircea Badea                 | 1:35    |  |
| Lungime totală: | Lungime totală:                                      | Lungime totală:              | 60:03   |  |